# Йохан Георг I (Анхалт-Десау)
Йохан Георг I фон Анхалт-Десау (на немски: Johann Georg I, Fürst von Anhalt-Dessau, * 9 май 1567 в Харцгероде, † 24 май 1618 в Десау) от династията Аскани е княз на Анхалт-Десау (1603 – 1618).
Той е син на княз Йоахим Ернст от Анхалт (1536 – 1586) и първата му съпруга Агнес (1540 – 1569), дъщеря на Волфганг фон Барби. По-голям брат е на Кристиан I, княз на Анхалт-Бернбург. Сестра му Елизабет (1563 – 1607) се омъжва през 1577 г. за курфюрстст Йохан Георг от Бранденбург.
След смртта на баща му през 1586 г. той е опекун на по-малките си братя до 1606 г. След общото управление с брат му Кристиан I (1568 – 1630), княз на Анхалт-Бернбург и полубратята му Август (1575 – 1653), княз на Анхалт-Пльотцкау, Рудолф (1576 – 1621), княз на Анхалт-Цербст и Лудвиг I (1579 – 1650), княз на Анхалт-Кьотен, през 1606 г. си поделят територията. Той получава Анхалт-Десау.
На 22 февруари 1588 г. княз Йохан Георг I се жени за Доротея фон Мансфелд-Арнщай (1561 – 1594), дъщеря на граф Йохан Албрехт VI фон Мансфелд-Арнщайн. Тя умира след пет години. Двамата имат пет деца.
На 31 август 1595 г. в Хайделберг той се жени втори път за Доротея фон Пфалц-Зимерн (1581 – 1631), дъщеря на пфалцграф Йохан Казимир от Пфалц-Зимерн от фамилията Вителсбахи. Те имат еднадесет деца.

## Деца
От двата брака той има общо десет дъщери и шест сина.
От първата му съпруга Доротея фон Мансфелд-Арнщай:
- София Елизабет (1589 – 1622), ∞ Георг Рудолф от Легница
- Агнес Магдалена (1590 – 1626), ∞ Ото фон Хесен-Касел, син на ландграф Мориц фон Хесен-Касел
- Анна Мария (1591 – 1637)
- Йоахим Ернст фон Анхалт-Десау (1592 – 1615)
- Кристиан (*/† 1594)

От втората му съпруга Доротея фон Пфалц-Зимерн:
- Йохан Казимир фон Анхалт-Десау (1596 – 1660)
- Анна Елизабет (1598 – 1660), ∞ граф Вилхелм Хайнрих фон Бентхайм-Щайнфурт
- Фридрих Мориц (1600 – 1610)
- Елеонора Доротея (1602 – 1664), ∞ херцог Вилхелм от Саксония-Ваймар
- Сибила Кристина (1603 – 1686), ∞ (I) граф Филип Мориц фон Ханау-Мюнценберг (1605 – 1627), ∞ (II) граф Фридрих Казимир фон Ханау-Лихтенберг (1623 – 1685)
- Хайнрих Валдемар (1604 – 1606)
- Георг Ариберт фон Анхалт-Десау (1606 – 1643)
- Кунигунда Юлиана (1607/08 – 1683) ∞ ландграф Херман фон Хесен-Ротенбург (1607 – 1658), син на ландграф Мориц фон Хесен-Касел
- Сузана Маргарета (1610 – 1663), ∞ (сгодена, той умира преди сватбата) граф Йохан Ернст фон Ханау-Мюнценберг-Шварценфелс (1613 – 1642), ∞ граф Йохан Филип фон Ханау-Лихтенберг (1626 – 1669)
- Йохана Доротея (1612 – 1695), ∞ граф Мориц фон Бентхайм-Текленбург
- Ева Катарина (1613 – 1679)